# 타이멕스
타이맥스(영어: Timex)는 미국의 손목시계 제조사이다. 본래 1854년 코네티컷주 미들베리에서 워터베리 클록 컴퍼니(Waterbury Clock Company)라는 이름으로 설립하였다. 1944년에 회사는 파산하였지만 토머스 올슨은 1941년 워터베리 클록 컴퍼니를 인수한 상태여서 잡지 타임과 클리넥스의 이름에서 영감을 받아 타이맥스라는 이름으로 변경했다. 2008년, 회사는 타이맥스 그룹에 인수되어 타이맥스 그룹 USA라는 이름으로 변경되었다.